# Сахле-Ворк Зевде
Сахле-Ворк Зевде (амх. ሳህለወርቅ ዘውዴ; род. 21 февраля 1950, Аддис-Абеба, Эфиопская империя) — эфиопский дипломат и государственный деятель, президент Эфиопии (2018—2024), став первой женщиной, занявшей эту должность. Была избрана президентом членами Федеральной парламентской ассамблеи 25 октября 2018 года. Зевде была дипломатом, специальным представителем генерального секретаря ООН Антониу Гутерреша при Африканском союзе и главой отделения Организации Объединённых Наций при Африканском союзе на уровне заместителя генерального секретаря Организации Объединённых Наций.

## Ранняя жизнь
Родилась в Аддис-Абебе 21 февраля 1950 года. 

## Образование
Посол Сахле-Ворк Зевде изучала естественные науки в университете Монпелье (Франция). Она свободно говорит на амхарском, французском и английском языках.

## Карьера
Ветеран эфиопской дипломатической службы, Зевде работала послом страны в Сенегале с аккредитацией в Мали, Кабо-Верде, Гвинее-Бисау, Гамбии и Гвинее с 1989 по 1993 год. С 1993 по 2002 год она была послом в Джибути и постоянным представителем Межправительственного органа по вопросам развития (Intergovernmental Authority on Development, МОВР). Позже она работала послом во Франции, постоянным представителем при Организации Объединенных Наций по вопросам образования, науки и культуры (ЮНЕСКО) и аккредитованным в Тунисе и Марокко с 2002 по 2006 год.
Сахле Ворк Зевде работала специальным представителем и была руководителем Объединённого представительства ООН по миростроительству в Центральноафриканской Республике (ОПООНМЦАР). Ранее она также занимала ряд других высоких должностей, включая должность постоянного представителя Эфиопии при Африканском Союзе и Экономической комиссии Организации Объединённых Наций для Африки (ЭКА) и генерального директора по делам Африки в Министерстве иностранных дел Эфиопии.
В 2011 году Сахле Ворк Зевде была назначена на должность генерального директора Отделения Организации Объединённых Наций в Найроби (ЮНОН) генеральным секретарём Организации Объединённых Наций Пан Ги Муном. Она была первым человеком, занявшим должность на уровне заместителя Генерального секретаря.

### Президентство
25 октября 2018 года она была избрана и вступила на пост президента Эфиопии, став первой женщиной на этой должности.
Несмотря на то, что она имеет право баллотироваться на второй срок, за несколько недель до выборов она решила не баллотироваться на президентских выборах 2024 года на фоне напряжённости в отношениях с правительством Абия Ахмеда, а также критики в связи с её отсутствием информации о конфликте и гуманитарном кризисе, вызванном войной в Тыграе. Её молчание по этим двум вопросам вызвало критику и призывам к более решительным действиям президента по этим вопросам.

#### Конец президентства
Срок полномочий Сахле-Ворк Зевде истёк 7 октября 2024 года. Пост президента Федеративной Демократической Республики Эфиопия занял Тайе Ацке-Селассие.